# Jean Guiraud (1929-2009)
Pour les articles homonymes, voir Guiraud et Jean Guiraud.
Œuvres principales
Pédagogie expérimentale, Esthétique fondamentale, Modèle perceptif L1, Théorie du champ pictural
Compléments
Institut Saint-Luc à Bruxelles (1954 à 1972), Université de Louvain (1972 à 1994)
Jean Guiraud, né le 13 décembre 1929 né à Castres (France) et mort le 13 août 2009 à Bruxelles (Belgique), résident belge à partir de 1954, est esthéticien, pédagogue, chercheur et théoricien. Il  établit les bases d’une esthétique fondamentale, l’aboutissement d’une recherche de cinquante ans qui rejoint le sens premier du mot esthétique (du grec aisthésis : ressenti, faculté de percevoir par les sens). Son enseignement, sa recherche, ses écrits, ouvrent une voie nouvelle dans le domaine des sciences humaines et en particulier de l'esthétique.
L’œuvre d’art authentique révèle un phénomène perceptif rare que Jean Guiraud nomme «champ». Il vérifie cette expérience esthétique dans le domaine pictural. Ce qui fait l’originalité de sa recherche, c’est qu’il suit autant que possible la démarche scientifique pour vérifier l’expérience. Il découvre un modèle qui isole le phénomène et permet de l’analyser.
Mais Jean Guiraud observe aussi la constance de la présence du «champ» d’une œuvre à l’autre , dans les œuvres abouties d’un même artiste, au sommet de son art. C’est ce que vérifie la théorie du champ pictural, méthode d'analyse qui traite par les mathématiques  à la fois la couleur et l’espace et qui redouble le travail perceptif du peintre Piet Mondrian.
L’esthétique fondamentale situe le point source de toute forme d'art dans le domaine de la perception. L’œuvre de Jean Guiraud nous incite à dépasser la vision ordinaire. Elle éclaire la transformation que suscite en nous la rencontre avec l'œuvre d'art et donne sens à toute démarche artistique authentique.

« Une toute grande œuvre éveille en moi l'expérience de ma propre densité, implique l'intégration de toutes mes facultés. »

— Jean Guiraud (Archives)

## Biographie et parcours d'une recherche

### Pédagogie artistique et recherche

#### Cours d’esthétique et dessin
De 1956 à 1972, Jean Guiraud est professeur en Belgique dans une école d’architecture et arts plastiques, l’Institut Saint-Luc à Bruxelles. Il y enseigne l’esthétique. Le cours est une initiation au dépassement de la vision ordinaire qui permet la rencontre de l’œuvre d’art authentique. Il tente de communiquer son expérience esthétique à travers des œuvres aussi diverses que les fresques et bas-reliefs de l'Égypte antique, la Peinture chinoise, Rembrandt, da Vinci, Clouet, Ingres, Goya, Poussin et les œuvres des peintres, sculpteurs et architectes du vingtième siècle.  
Parallèlement au cours d’esthétique, il dirige un atelier de dessin en rupture avec la tradition académique. Il insiste sur l’importance du rôle du corps, (la respiration, le geste) dans l’acte du dessinateur. Mais surtout, il considère la pratique artistique comme une voie qui requiert l’implication totale de l’artiste, un engagement.

#### Innovations dans l'enseignement des arts plastiques
Jusqu’en 1956, à l'Institut Saint-Luc, les cours supérieurs d’arts plastiques sont nommés à l’époque arts décoratifs. Tous dispensés dans un seul atelier, ils sont toujours sous la direction d’un même professeur. 
En 1956 Jean Guiraud obtient la création d’ateliers d’arts plastiques distincts, tous confiés à des spécialistes. Il invite le peintre belge Gaston Bertrand, alors dans la plus haute période de son œuvre, à diriger l’atelier de peinture.  Dans cet atelier se sont formés entre autres, Francis de Bolle, Pedro del’Aguila, Camille de Taeye, Claude Foubert, Jacques Kievits, Michel Gehain, Yves Gilbert , Francis Herth, Taka Matsuo, Christian Rolet, Boris Semenoff , et Luc Mondry.

En 1968, il ouvre le premier atelier de bande dessinée dans l’enseignement artistique belge.
En 1971, Jean Guiraud met au point le concept d’un nouveau type d’enseignement artistique qui deviendra l’école 
de recherche graphique (ERG) à Bruxelles.
En février 1976, le ministère (belge) de l’éducation nationale et de la culture française l’invite à participer à l’élaboration d’une loi-cadre sur l’enseignement artistique.

#### Ateliers expérimentaux
Jean Guiraud cherche à vérifier dans le domaine pictural l’expérience du «champ», du phénomène perceptif qu’on peut observer dans une œuvre d’art lorsqu’elle est aboutie. D’une part il interroge les écrits d’artistes . D’autre part, il cherche un modèle du phénomène pour pouvoir l’analyser et explore le domaine des illusions d’optique qu’il nomme interactions. Dans la section préparatoire de la même école d’art, l’Institut Saint-Luc ],  il développe alors deux ateliers expérimentaux et les confie à deux anciens étudiants, Pierre Lison et Roland Jadinon . Jean Guiraud y associe à la recherche les étudiants de 15 à 18 ans qui composent ces ateliers. Ils  seront évalués en fonction de leur initiative plutôt qu’en fonction d’un résultat. 
Dans un atelier sont conduites à partir de 1963, avec Pierre Lison et les étudiants  des études sur les illusions d’optique, les figures réversibles à deux ou trois dimensions. Dans l’autre atelier, sont conduites à partir de 1966 avec Roland Jadinon et les étudiants  des recherches sur l’assimilation et le contraste dans le domaine de la couleur. On y retiendra la découverte en 1970 du double inducteur qui permet d’obtenir les plus forts degrés de contraste de couleur. Il s’agit d’un modèle d’interaction de couleurs fondé sur des termes extrêmes que sont les couleurs complémentaires et qui démontre son efficacité en exaspérant les contrastes de teinte. Ce modèle a pour effet l'altération de la perception d'une couleur : la couleur peinte n'est pas la couleur perçue. 
Dans le premier atelier, surgit de manière imprévisible, en 1963 le modèle L1 . Sur un support blanc, plane sont tracés de petits segments de droite noirs or l'ensemble apparaît convexe. La courbure spatiale perçue n’est pas tracée mais induite par ce qui est tracé. Jean Guiraud y reconnaît le modèle analogue au phénomène perceptif, le «champ» observé sur les dernières œuvres originales de Paul Cézanne (1875 à 1906),. Labile dans l’œuvre peinte, le phénomène est rendu permanent dans le modèle et peut donc être analysé. Il présente le modèle L1 au professeur Georges Thinès et le consulte sur l’origine de ce phénomène. Mais Georges Thinès l’invite à analyser le modèle L1 au Centre de psychologie expérimentale et comparée qu’il dirige au centre Albert Michotte (Pellenberg) à l’université de Louvain, en Belgique.

### Parcours universitaire
À partir de 1969 Jean Guiraud partage son temps entre l’enseignement artistique à l'Institut Saint Luc et la recherche à l’université de Louvain où il analyse le modèle  L1 . En 1971, il rédige dans l’Encyclopaedia Universalis (volume VI) l’article sur l’espace esthétique. En 1972, nommé maître de conférence à l’université de Louvain, il fonde et anime le Laboratoire d’Esthétique expérimentale sous la direction du professeur Georges Thinès au Centre de psychologie expérimentale et comparée de l’université de Louvain. 

Lorsque Jean Guiraud apprend que le poids perceptif des couleurs peut se calculer, il entrevoit aussitôt la possibilité d’une esthétique objective. S’ensuit une recherche de quatorze ans sur l’œuvre du peintre Piet Mondrian ,. Dans la perception, les forces se composent comme les forces physiques. Une analyse quantifiée, mathématique va permettre l’étude du travail perceptif, du travail hors-conscience du peintre. En 1980, au cours d’une conférence à l’université de Lyon III où Jean Guiraud présente les Études sur Mondrian, le professeur François Dagognet reconnaît publiquement la Théorie du champ pictural, l’analyse objective qui fait parler l’œuvre d’art et fonde l’esthétique. 

Loin d’enfermer l’art dans une explication définitive, cette analyse quantifiée ouvre dans différents domaines de recherche, de nouvelles questions. De 1988 à 2009 Jean Guiraud étudie la peinture de Georges Meurant, qui lui fait découvrir l’invention d’un mode nouveau de tension spatiale, fondé sur une combinatoire contraignante qui met en œuvre l’ensemble des facteurs constitutifs du champ pictural, le "champ figural" ou "l'induction figurale". Jean Guiraud meurt le 13 août 2009, deux jours après avoir terminé la rédaction de son travail de recherche et de réflexion esthétique. 
« Mon but n'était en rien de résoudre la question 

mais de la saisir et de l'énoncer aussi justement que possible 

comme étant celle qui nous est adressée dans le silence des œuvres. »

Jean Guiraud (Correspondance avec JFF Buytendijk- Nederland 1970)

## Publications de Jean Guiraud
- Énergétique de l'espace  édition Vander-Louvain (Belgique), 1970
- Définition de "Espace (esthétique)" Encyclopædia Universalis : volume VI, 1971
- Structure d'un champ pictural - Carrade 07 édition "Centre de Psychologie expérimentale et comparée" Université de Louvain (Belgique), 1973
- Modèles graphiques pour l'étude de la couleur, édition JWT Art Gallery - Bruxelles (Belgique), 1973
- Systématique des figures réversibles  Jean Guiraud et Pierre Lison, édition Gestetner - Belgique, 1976
- Théorie du champ pictural : les facteurs chromatiques, Jean Guiraud et Pierre Lison - Centre Albert Michotte Université de Louvain, édition Bulletin de la classe des Sciences - Académie Royale de Belgique 5e série-tome LXVI, 1980
- Théorie du champ pictural : les facteurs lumineux, Jean Guiraud - Centre Albert Michotte Université de Louvain, Bulletin de la classe des Sciences - Académie Royale de Belgique 5e série-tome LXVI, 1980
- Théorie du champ pictural : les facteurs spatiaux - L'ensemble du champ, Jean Guiraud et Pierre Lison - Centre Albert Michotte Université de Louvain, Bulletin de la classe des Sciences - Académie Royale de Belgique 5e série-tome LXX, 1984
- Théorie du champ pictural : l'analyse d'une œuvre, Jean Guiraud et Pierre Lison - Centre Albert Michotte Université de Louvain, Bulletin de la classe des Sciences - Académie Royale de Belgique 5e série-tome LXX, 1984
- Études sur Mondrian Jean Guiraud et Pierre Lison, revue : La Part de l'œil  no 2 - Bruxelles (Belgique), 1986
- Les dessins de Francis Herth édition  La Part de l'œil. Dossier : le dessin, 1990
- Imprévisiblement, inépuisablement catalogue de l'exposition Georges Meurant, Le Salon d"Art, Bruxelles, 1990
- Art et connaissance édition Georges Thinès et Denise Osson - presses univ. du Septentrion, 1991
- Le champ figural: un regard sur l'œuvre de Georges Meurant / The figure-field : looking at Georges Meurant's paintings, édition Didier Devillez - Bruxelles (Belgique), (OCLC 883709921), 1994
- Sur l'arête de la courbure  Tal Coat, édition Centre d'art Nicolas de Stael – Belgique, 1995
- Francis Herth - Michel Carrade - Georges Meurant - Marthe Velle : Space-time, Bruxelles : Damasquine art gallery, 1996. (OCLC 902191550)
- [Sans titre] – postface pour Georges Meurant, Dynamiques d'Écarts, édition Didier Devillez - Bruxelles (Belgique), (OCLC 46633269), 2000
- Cézanne de l'inscrit à l'induit édition Academia Bruylant (Belgique)   (ISBN 2-87209-821-6), 2006
- Transparences, transpositions, transmutations – pour l'exposition Georges Meurant à Toxic Art Gallery, Luxembourg, 2009
- Michel Carrade Avant-Propos, La structure chromatique de l'œuvre, édition Didier Devillez - Bruxelles (Belgique)  (ISBN 978-2-87396-121-3), 2009

## En voie de publication
Les trois ouvrages fondamentaux de Jean Guiraud qui traitent des sujets suivants: 
- Perception esthétique: Modèle L1
- Théorie du champ pictural : études sur Mondrian
- Le lieu de l'esthétique

## Hommages
Les anciens étudiants de l'atelier de peinture de l'Institut St Luc rendent hommage à Jean Guiraud 
en octobre-novembre 2004 à Bruxelles dans trois expositions collectives de leurs œuvres :
à la Maison du Peuple à St-Gilles (Bruxelles), à la Cité Fontainas à St-Gilles (Bruxelles), au Centre culturel 
de Woluwé-St-Pierre (Bruxelles). 
En 2009, l’école de recherche graphique, l'ERG, ouvre à Bruxelles une médiathèque artistique à son nom, 
la Médiathèque Jean Guiraud.